# 462078 Carlosbriones
462078 Carlosbriones è un asteroide della fascia principale. Scoperto nel 2007, presenta un'orbita caratterizzata da un semiasse maggiore pari a 2,762202 UA e da un'eccentricità di 0,156558, inclinata di 8,231146° rispetto all'eclittica.